# Méaudre
Méaudre és un antic municipi francès situat al departament de l'Isèra i a la regió d'Alvèrnia-Roine-Alps. L'any 2007 tenia 1.240 habitants. El 1r de gener de 2016 va esdevenir un municipi delegat i seu administratiu del municipi nou d'Autrans-Méaudre-en-Vercors, resultat de la fusió amb Autrans. És regat pel Méaudret.

## Demografia
El 2007 tenia 1.240 persones habitants. La població ha evolucionat segons el següent gràfic: Hi havia 905 habitatges, 499 habitatges principals, 368 segones residències i 38 eren desocupats. 557 eren cases i 339 eren apartaments.

## Economia
El 2007 la població en edat de treballar era de 802 persones, 642 eren actives i 160 eren inactives.
Dels 113 establiments que hi havia el 2007, hi havia una empresa alimentària, una empresa de fabricació d'altres productes industrials, disset d'empreses de construcció, dotze d'empreses de comerç i reparació d'automòbils, cinc d'empreses de transport, 19 d'empreses d'hostatgeria i restauració, 1 d'una empresa d'informació i comunicació, 6 d'empreses immobiliàries, 12 d'empreses de serveis, 30 d'entitats de l'administració pública i 9 d'empreses classificades com a «altres activitats de serveis».
L'any 2000 hi havia vint-i-dos explotacions agrícoles que conreaven un total de 1.024 hectàrees. Hi havia un hospital de tractaments de mitja durada i una escola maternal i elemental.